# Tommaso Palladino
Tommaso Palladino (Napoli, 7 marzo 1946) è un attore italiano.
Presente in molti film di ambientazione camorristica.

## Filmografia

### Cinema
- La signora è stata violentata!, regia di Vittorio Sindoni (1973)
- Piedone a Hong Kong, regia di Steno (1975)
- Un genio, due compari, un pollo, regia di Damiano Damiani (1975)
- Con la rabbia agli occhi, regia di Antonio Margheriti (1976)
- Napoli violenta, regia di Umberto Lenzi (1976)
- Il cinico, l'infame, il violento, regia di Umberto Lenzi (1977)
- La bravata, regia di Roberto Bianchi Montero (1977)
- Il prefetto di ferro, regia di Pasquale Squitieri (1977)
- Napoli si ribella, regia di Michele Massimo Tarantini (1977)
- Napoli spara!, regia di Mario Caiano (1977)
- Corleone, regia di Pasquale Squitieri (1978)
- Napoli... i 5 della squadra speciale, regia di Mario Bianchi (1978)
- I guappi non si toccano, regia di Mario Bianchi (1979)
- Napoli storia d'amore e di vendetta, regia di Mario Bianchi (1979)
- Luca il contrabbandiere, regia di Lucio Fulci (1980)
- Cappotto di legno, regia di Gianni Manera (1981)
- Mi manda Picone, regia di Nanni Loy (1983)
- Razza violenta, regia di Fernando Di Leo (1984)
- Il pentito, regia di Pasquale Squitieri (1985)
- Giuro che ti amo, regia di Nino D'Angelo (1986)
- Sicilian Connection, regia di Tonino Valerii (1987)
- Ternosecco, regia di Giancarlo Giannini (1987)
- Non lo sappiamo ancora, registi vari (1999)
- Amore a prima vista, regia di Vincenzo Salemme (1999)

### Televisione
- Il marsigliese, regia di Giacomo Battiato – miniserie TV, 2 puntate (1975)
- Naso di cane, regia di Pasquale Squitieri – miniserie TV (1986)
- Il ricatto, regia di Tonino Valerii, Ruggero Deodato e Vittorio De Sisti – miniserie TV, 2 puntate (1989)
- Scoop, regia di José María Sánchez – miniserie TV, 2 puntate (1992)
- La squadra – serie TV, 2 episodi (2001)
- La nuova squadra – serie TV, episodio 1x01 (2008)
- Gomorra - La serie – serie TV, episodi 1x03-1x04 (2014)